# Plasmocitoma
Plasmocitoma ou plasmacitoma é uma neoplasia de linfocitos B periféricos (plasmócitos). Se apresentam como lesão solitaria em osso e partes blandas, sendo que as lesões osseas afetam mejoritariamente ao esqueleto axial (vertebras, costelas, craneo, pelvis, clavícula, escapula e fémur). As lesoes começam na cavidade medular, erosionam ao osso esponjoso e destroem progressivamente a corteza óssea, causando fraturas patológicas (mais frequentes em vertebras)
As lesões extra osseas se localizam em senos nasais, faringe e pulmoes.
O Plasmocitoma Solitario evolue quase inevitavelmente à Mieloma Multiplo, porem podem tardar 10 a 30 anos ou mais. Os Plasmocitomas Solitarios extra osseos que afetam a vias aéreas superiores, se curam mediante ressecção local.